# Molí del Sobirà
El Molí del Sobirà és un edifici al terme municipal de Borredà (Berguedà) catalogat a l'Inventari del Patrimoni Arquitectònic de Catalunya. Restes del molí de Sobirà, casal moliner situat a la dreta de la ribera del Mergançol. Està estructurat en planta baixa i dos pisos superiors amb la coberta a dues aigües de teula àrab, avui força malmesa. La façana encara té les bigues de fusta que sobresurten, record de la doble balconada de fusta aixoplugada pel ràfec de la coberta. Tot i el mal estat de conservació, encara hi ha les moles i l'escairador de mitjan segle xix, així com l'entrada del rec i el cacau.
El 1521 el procurador de l'abat de Ripoll confirmava a la família Sobirà l'establiment del molí del mateix nom, aleshores derruït, a canvi d'un cens fix. El molí es va reconstruir i funcionà fins després de la Guerra Civil Espanyola (1936 - 1939). El molí de Sobirà fou objecte d'un llarg plet entre els Sobirà i la família Font que reclamava l'ús exclusiu de les aigües de la ribera del Merdançol el 1747. L'actual construcció està datada entre finals del s. XVII o començaments del xviii.